# Erioptera gulosa
Erioptera gulosa är en tvåvingeart som beskrevs av Alexander 1943. Erioptera gulosa ingår i släktet Erioptera och familjen småharkrankar.
Artens utbredningsområde är Peru. Inga underarter finns listade i Catalogue of Life.